# MacNutt
MacNutt es un pueblo canadiense situado en la provincia de Saskatchewan.

## Superficie
MacNutt tiene una superficie de 0,92 km².

## Demografía
En 2021, tenía 50 habitantes, una densidad poblacional de 54,3 hab./km², y 44 viviendas.